# Camellia hiemalis
Camellia hiemalis là một loài thực vật có hoa trong họ Theaceae. Loài này được Nakai mô tả khoa học đầu tiên năm 1940.

## Hình ảnh

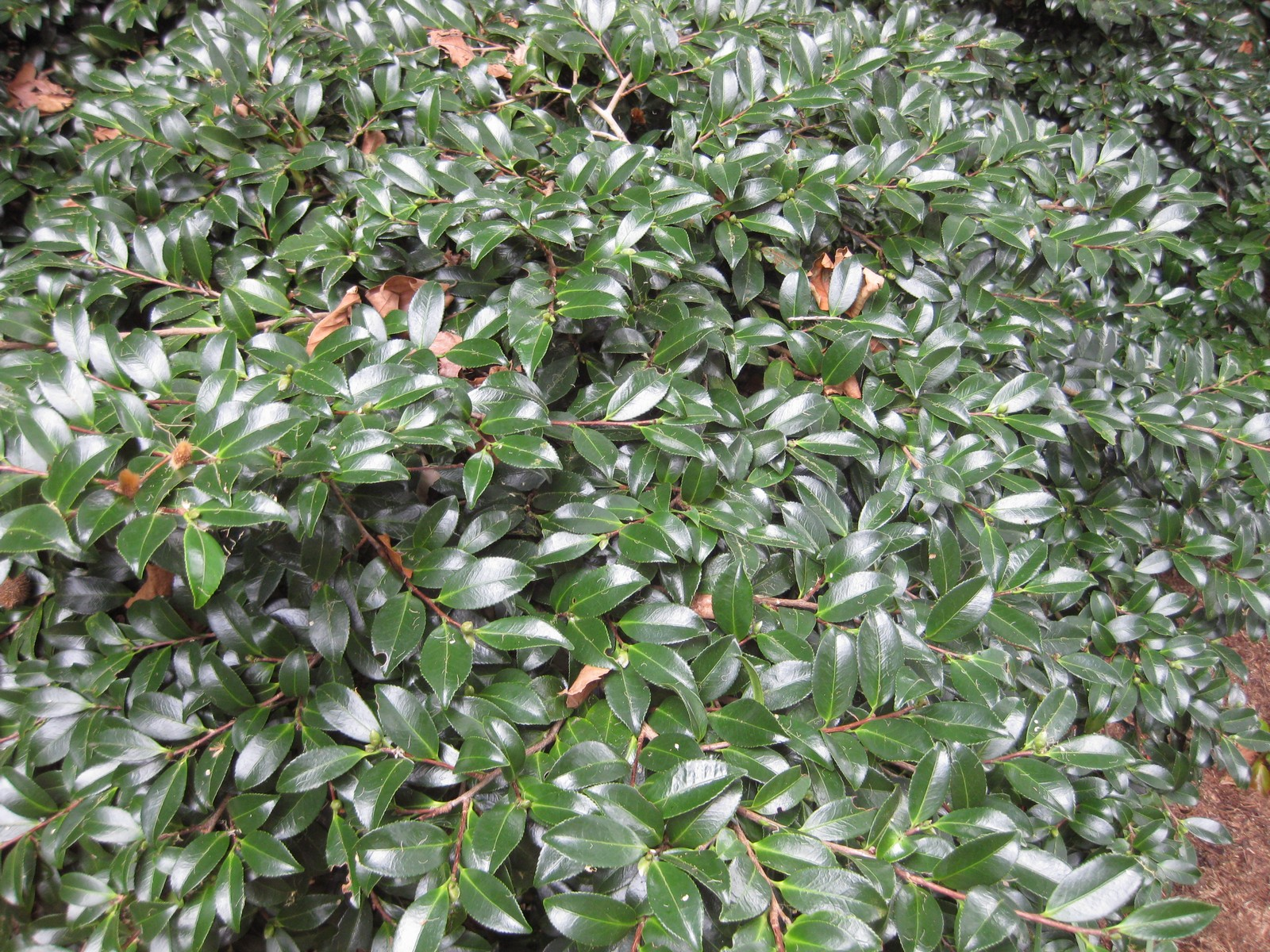
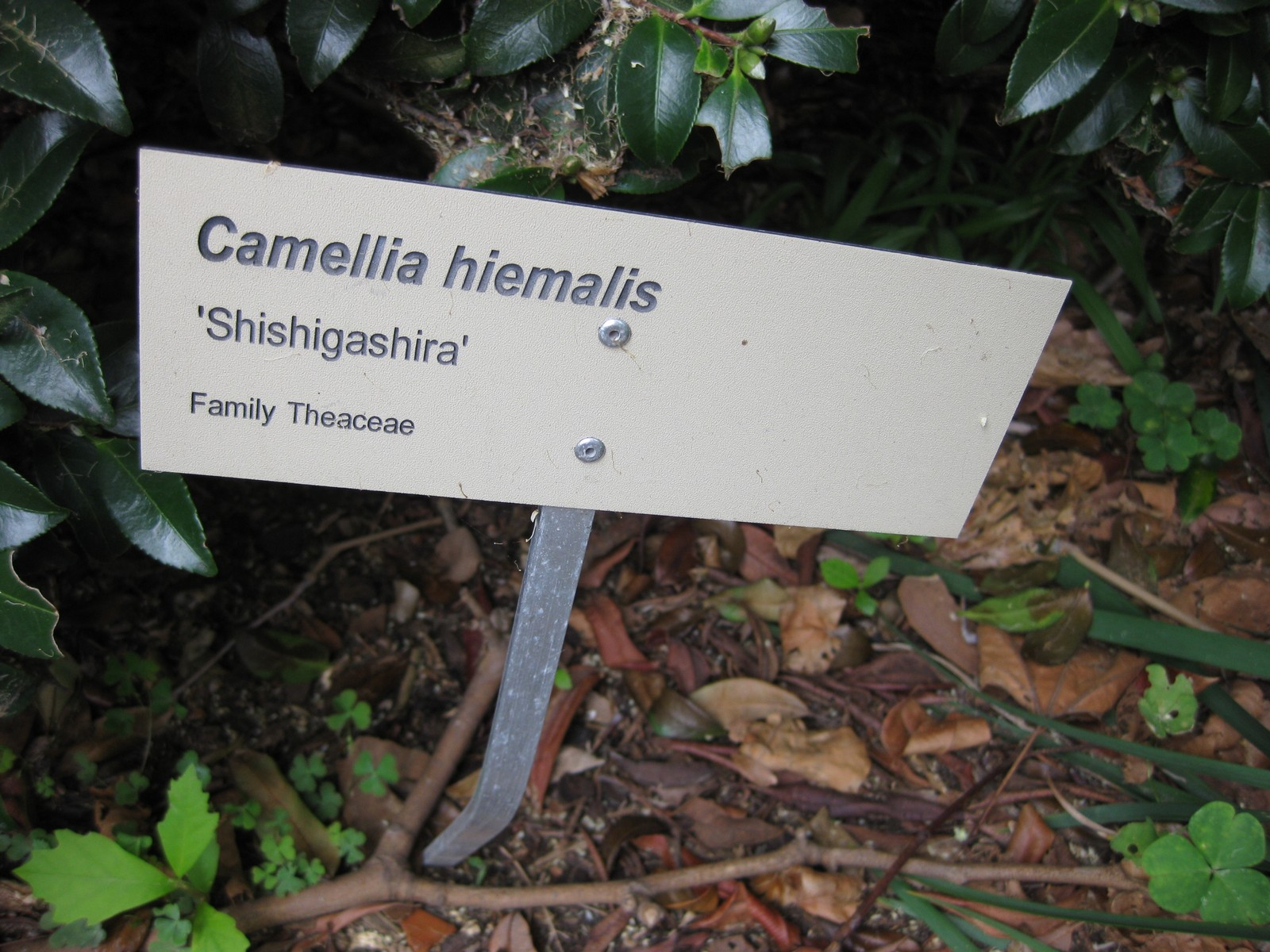